# 水手3號
水手3号是美国水手计划的一部分。该探测器原计划飞越火星以获取火星表面的照片，但由于太阳能电池板不能展开而无法正常工作。